# Grotte du Trésor
Grotte du Trésor este o arie protejată (sit de importanță comunitară — SCI) din Franța întinsă pe o suprafață de 43,95 ha, integral pe uscat.

## Localizare
Centrul sitului Grotte du Trésor este situat la coordonatele 43°35′35″N 3°05′50″E / 43.59306°N 3.09722°E.

## Înființare
Situl Grotte du Trésor a fost declarat arie specială de conservare în baza directivei 92/43 din 1992 referitoare la conservarea habitatelor naturale și a faunei și florei sălbatice pentru a proteja 2 specii de animale.

## Biodiversitate
Situată în ecoregiunea mediteraneană, aria protejată conține 3 habitate naturale: Peșteri inaccesibile publicului, Galerii de Salix alba și de Populus alba, Păduri de Quercus ilex și Quercus rotundifolia.
La baza desemnării sitului se află mai multe specii protejate de  mamifere (2): liliac cu aripi lungi (Miniopterus schreibersii), liliac cu picioare lungi (Myotis capaccinii).